# Алпухара де ла Сиера
Алпухара де ла Сиера (на испански: Alpujarra de la Sierra) е населено място и община в Испания. Намира се в провинция Гранада, в състава на автономната област Андалусия. Общината влиза в състава на района (комарка) Алпухара Гранадина. Заема площ от 69 km². Населението му е 1119 души (по данни от 2010 г.).